# Biển Đức thành Norcia

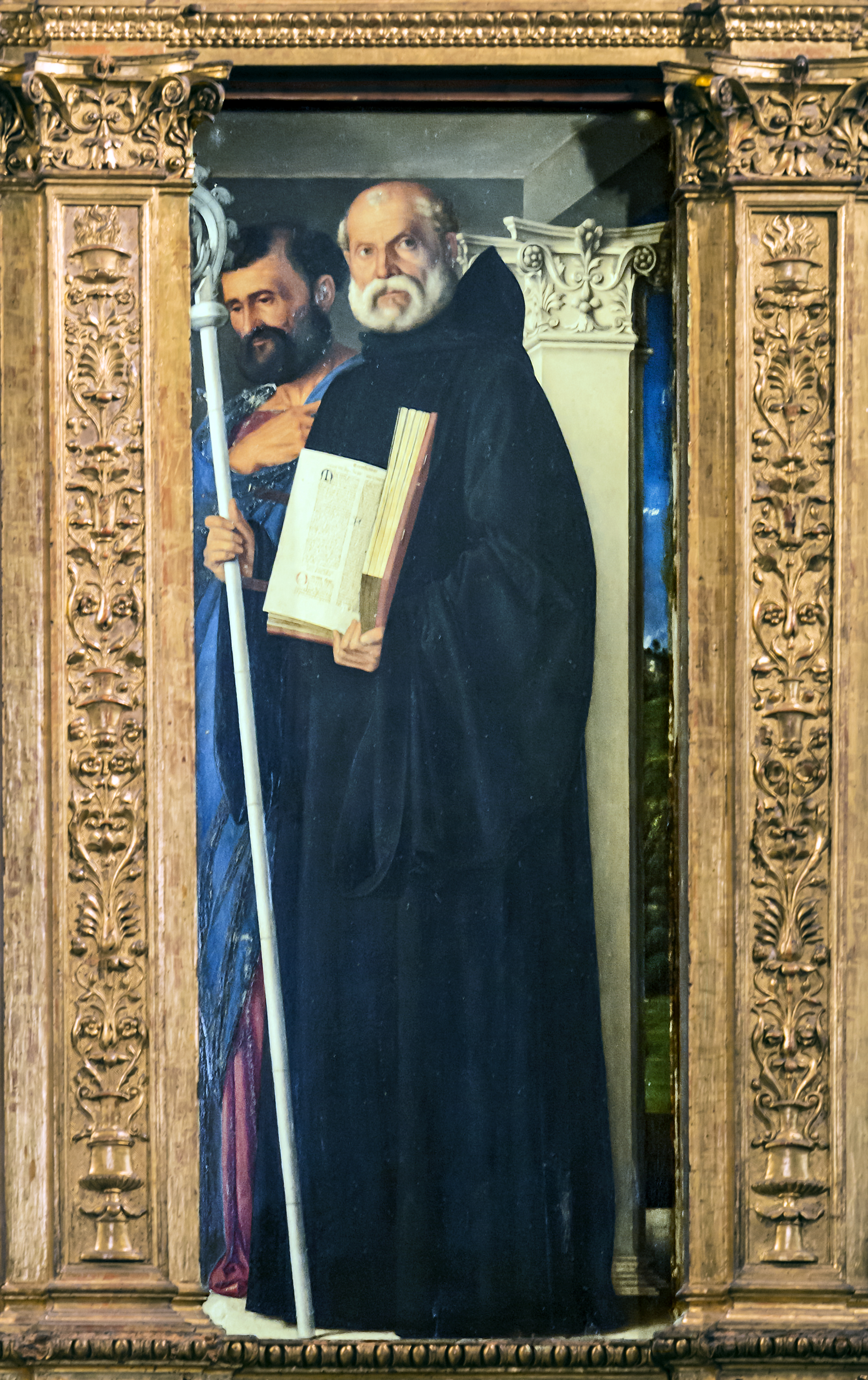
Biển Đức thành Norcia

Biển Đức thành Norcia (hay Bênêđíctô, tiếng Latinh: Benedictus Nursiae, tiếng Ý: Benedetto da Norcia, 480–547) là một vị thánh Kitô giáo được Giáo hội Công giáo và Anh giáo tôn vinh. Vào năm 1964, ông được phong làm thánh quan thầy của châu Âu vì ảnh hưởng lớn lao của ông trong việc mở mang giáo dục và văn hóa Kitô giáo tại lục địa này. Ông cũng là quan thầy của giới sinh viên, kỹ sư, nông nghiệp, và kiến trúc Ý.
Trước khi chuyển đến Monte Cassino ở vùng núi của miền nam nước Ý, Biển Đức đã thiết lập 12 cộng đoàn đan sĩ tại Subiaco, Ý (cách thủ đô Roma khoảng 40 dặm (64 km) về phía đông). Đó là tiền thân của Dòng Công giáo Thánh Biển Đức và Dòng Anh giáo Thánh Biển Đức ngày nay. Hơn thế nữa, tổ chức mà ông thiết lập không phải là một "dòng tu" bình thường mà là một liên minh của các giáo hội tự trị.
Thành tựu lớn nhất của Thánh Biển Đức là "Quy luật Thánh Biển Đức" - những quy luật xây dựng để những tu sĩ theo ông phải tuân giữ. Hiến pháp của các dòng tu ngày nay vẫn còn mang ảnh hưởng của quyển luật này, và nhờ đó, thánh Biển Đức đã được tôn vinh là Tổ Phụ của nếp sống đan tu Tây Phương.
Ông qua đời tại đan viện Montecassino vào ngày 21 tháng 3 năm 547.